# Dempingsfactor (luidspreker)
De dempingsfactor is een eigenschap van audioversterkers. Het is de verhouding tussen de nominale belastingsimpedantie (dit is de geadviseerde speakerweerstand) en de uitgangsimpedantie(de inwendige weerstand aan de speakerzijde van de eindversterker). Heeft een versterker een dempingsfactor van 100, en is hij gemaakt voor speakers van 4 Ω, dan betekent dit dat de inwendige weerstand van de eindtrap 0,04Ω bedraagt. Voor de totale dempingsfactor moet hierbij de weerstanden van speakerkabels, lagetonen-scheidingsspoel, en de overgangsweerstanden in de verbindingen en stekkers bij opgeteld worden. De totale dempingsfactor is dan de speakerweerstand / de optelling van alle andere genoemde weerstanden.
Goede versterkers hebben een eindtrap met een hoge dempingsfactor, of wel een relatief lage inwendige weerstand. Een hoge dempingsfactor 'dwingt' de speaker om het signaal van de versterker exact te volgen. Dat zorgt ervoor dat de lage tonen strak door de luidsprekers worden weergegeven. Luidsprekers hebben vooral bij lage tonen de neiging om na een uitslag (beweging) na te trillen en na stilstand moeilijk op gang te komen. Een hoge demping van de versterker voorkomt deze uit- en inslingerverschijnselen. Sluit men nu een luidsprekerkast met een te dunne kabel of met een goedkope lagetonen-scheidingsspoel aan op de versterker, dan verslechtert de dempingsfactor en gaat de luidspreker veranderingen in het elektrisch signaal vertraagd volgen. Van een strak geluid is dan geen sprake meer. In een extreem geval spreekt men van boembas. De meningen zijn hier over verschillend, soms is er een voorkeur voor dit effect.
Voor een goede weergave van het geluid kunnen we een totale dempingsfactor, dus versterker plus bekabeling plus lagentonen-scheidingsspoel, van minimaal 50 aanhouden. Beneden deze waarde treedt snel hoorbaar kwaliteitsverlies op.
Als de versterker een lagere dempingsfactor heeft dan 100 dan wordt die kritische grens van 50 al veel eerder bereikt. Berucht in dit geval zijn veel buizeneindversterkers, die bijna altijd een dramatisch lage dempingsfactor hebben. Dat hoor je aan het geluid, dat veel minder strak en direct is dan het geluid uit een versterker met hoge dempingsfactor. Het laag gaat 'wollig' klinken, terwijl de geluidsdruk toeneemt. Goede versterkers hebben dus altijd een hoge dempingsfactor. Een factor van 100 is prima, zeker als dat gecombineerd wordt met dikke kabels.